# Saint John Capisterre
Saint John Capisterre é uma paróquia de São Cristóvão e Neves localizada na ilha de São Cristóvão. Sua capital é a cidade de Sadlers.